# Alexei Wassiljewitsch Kolzow

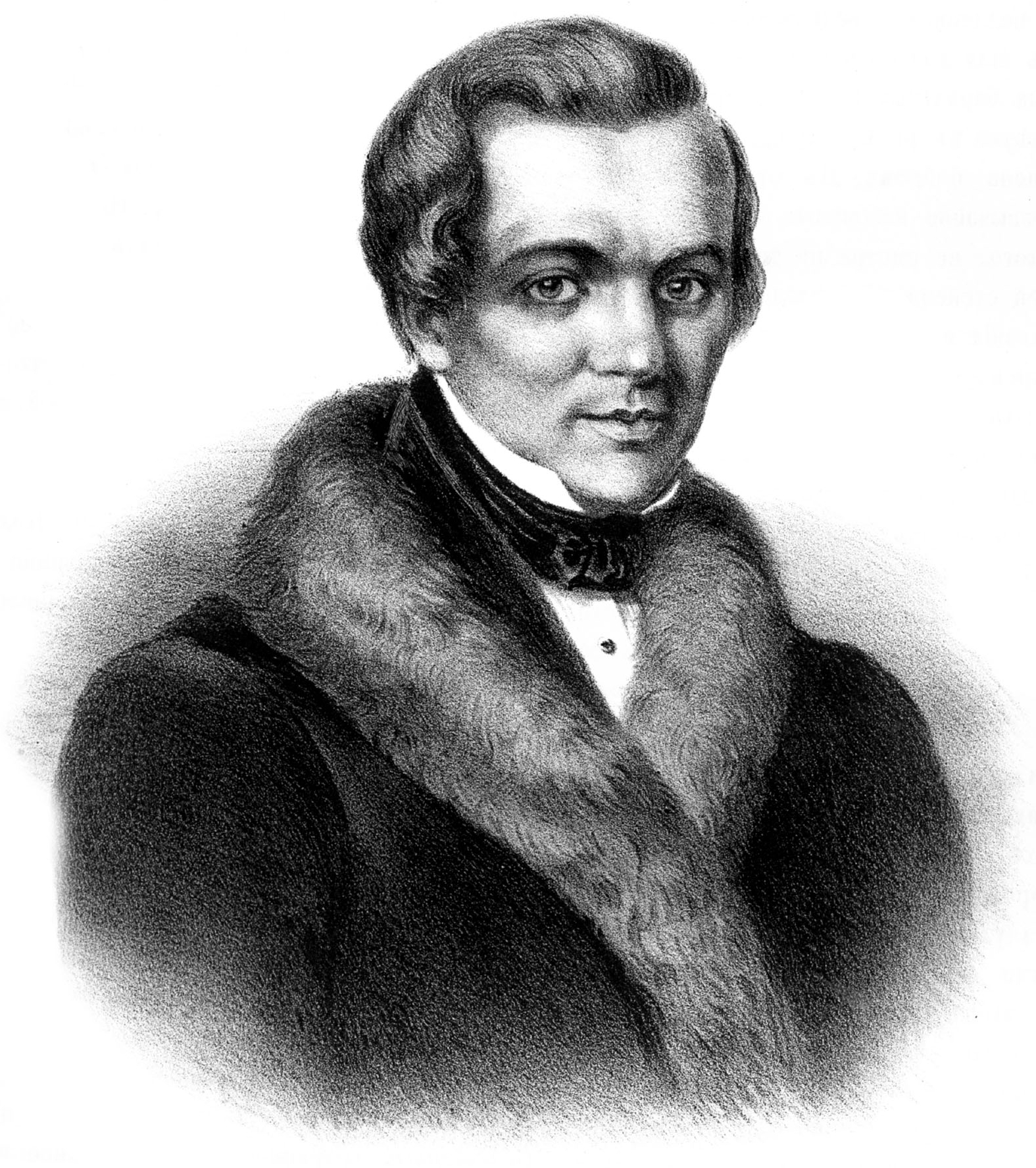
Alexei Kolzow, porträtiert von Kirill Gorbunow

Alexei Wassiljewitsch Kolzow (russisch Алексей Васильевич Кольцов; Betonung: Kolzów, * 3. Oktoberjul. / 15. Oktober 1809greg. in Woronesch; † 29. Oktoberjul. / 10. November 1842greg. ebenda) war ein russischer Dichter.

## Leben
Alexei Kolzow war der Sohn eines Viehhändlers. Er verschaffte sich die meiste Bildung autodidaktisch, nur ein kurzzeitiger Schulbesuch ist überliefert. Er half zunächst im Geschäft des Vaters und las daneben die Werke Michail Lomonossows, Gawriil Derschawins, Wassili Schukowskis, Alexander Puschkins u. a., und begann bereits mit 16 Jahren selbst zu dichten. Die Jugendwerke sind allerdings nicht überliefert.
Geschäfte führten ihn 1831 nach Moskau, wo er Gelegenheit fand, seit 1835 Gedichte zu veröffentlichen, die er vorzugsweise im fünffüßigen Anapäst verfasste. Er gewann dadurch hochgestellte Gönner aus der zaristischen Oberschicht; auch Puschkin lobte seine Gedichte. Er plante sein Handelsgeschäft aufzugeben und nach St. Petersburg überzusiedeln, als er 1842 starb. Die genaue Todesursache ist nicht bekannt; der Dichter litt oft unter Depressionen. In zeitgenössischer Presse wurde die Todesursache „Schwindsucht“ erwähnt.
Eine Ausgabe seiner Gedichte mit einer von Wissarion Belinski verfassten Biographie erschien 1846 in St. Petersburg; ins Deutsche wurden sie erstmals 1885 übersetzt. Unter diesen Gedichten sind es vornehmlich die Russischen Lieder, welche Kolzow bekannt machten. Er war der erste russische Dichter, der das russische Volkslied künstlerisch verarbeitete.